# Gare de La Guerche-sur-l'Aubois
La gare de La Guerche-sur-l'Aubois est une gare ferroviaire française de la ligne de Vierzon à Saincaize et de la ligne de La Guerche-sur-l'Aubois à Marseille-lès-Aubigny. Elle est située sur le territoire de la commune de La Guerche-sur-l'Aubois, dans le département du Cher, en région Centre-Val de Loire
Ouverte en 1850 par la Compagnie du chemin de fer du Centre, elle est devenue, en 2016, une halte ferroviaire de la Société nationale des chemins de fer français (SNCF) desservie par des trains du réseau TER Centre-Val de Loire.

## Situation ferroviaire
Établie à 190 mètres d'altitude, la gare de La Guerche-sur-l'Aubois est située au point kilométrique (PK) 281,370 de la ligne de Vierzon à Saincaize, entre les gares ouvertes de Nérondes et Saincaize (s'intercale la gare fermée et détruite du Guétin). 
Gare de bifurcation, elle est l'origine au PK 0,00 de la ligne de La Guerche-sur-l'Aubois à Marseille-lès-Aubigny, exploitée en trafic fret (sous le régime de la Voie Unique à Trafic Restreint).

## Histoire
La gare de La Guerche-sur-l'Aubois est mise en service le 5 octobre 1850, lorsque la Compagnie du chemin de fer du Centre ouvre à l'exploitation les 33 km du troisième tronçon de Nérondes à Nevers de son chemin de fer
La fusion de la Compagnie du Centre au sein de la Compagnie du chemin de fer de Paris à Orléans a lieu en 1852.
Le 12 décembre 2016, la SNCF ferme le bâtiment voyageurs et la gare devient un simple point d'arrêt non géré (PANG), en dépit de la contestation des usagers, des syndicats et des élus locaux.

## Fréquentation
De 2015 à 2023, selon les estimations de la SNCF, la fréquentation annuelle de la gare s'élève aux nombres indiqués dans le tableau ci-dessous.
| Année     | 2015   | 2016   | 2017   | 2018   | 2019   | 2020   | 2021   | 2022   | 2023   |
| --------- | ------ | ------ | ------ | ------ | ------ | ------ | ------ | ------ | ------ |
| Voyageurs | 27 400 | 29 628 | 31 303 | 28 453 | 36 367 | 32 199 | 33 282 | 44 444 | 43 456 |

## Service des voyageurs

### Accueil
Halte SNCF, c'est un point d'arrêt non géré (PANG) à accès libre.

### Desserte
La Guerche-sur-l'Aubois est desservie par les des trains TER circulant entre Nevers et Bourges. Certains d'entre eux sont prolongés vers Tours ou Orléans.

### Intermodalité
Quelques places de parking sont disponibles sur la place de la gare.

## Service des marchandises
Cette gare est ouverte au service du fret.